# سیارک ۲۲۱۱۵۰
سیارک ۲۲۱۱۵۰ (به انگلیسی: 221150 Jerryfoote، نامگذاری:2005TQ61)۲۲۱۱۵۰مین سیارک کشف شده‌است که در ۰۳ اکتبر ۲۰۰۵ کشف شد.